# Сату-Ноу (Галац)
Сату-Ноу (рум. Satu Nou) — село у повіті Галац в Румунії. Входить до складу комуни Космешть.
Село розташоване на відстані 183 км на північний схід від Бухареста, 72 км на північний захід від Галаца, 147 км на південь від Ясс, 134 км на схід від Брашова.

## Населення
За даними перепису населення 2002 року у селі проживали 229 осіб, усі — румуни. Усі жителі села рідною мовою назвали румунську.